# Diodotos Tryphon
Diodotos Tryphon là vua của vương quốc Hy Lạp hóa,đế chế Seleukos.Với vai trò là một thống chế quân đội, ông đã thúc đẩy việc lập Antiochos VI Dionysos,người con trai nhỏ của Alexandros Balas, lên làm vua ở Antioch sau khi Alexander mất,nhưng đến năm 142 TCN đã lật đổ đứa trẻ đó và tự mình lên chiếm quyền làm chủ Coele-Syria, do Demetrios II Nicator không được lòng dân chúng vì sự đàn áp của ông đối với người Do thái.
Tình hình các vùng đất trong lãnh thổ của đế chế Seleukos lúc này là vô cùng hỗn loạn, và Diodotos đã rất mong muốn để thiết lập liên minh, mà vào năm 143 TCN, vua Hasmonea đã được phục hồi lại ở Judea theo nguyên tắc trao đổi sự giúp đỡ. Tuân theo hiệp ước, vài đội quân Do thái đã hành quân để chống lại thế lực đua tranh của Diodotos, Demetrios và các thành phố đối lập. Tuy nhiên, lực lượng của giáo sĩ tối cao Jonathan lại chống đối quá mạnh mẽ, dẫn đến sự bắt giữ và giết hại ông bằng mưu mẹo khi Diodotos hành quân đến Judea. Bất chấp sự chuẩn bị của ông và ý định dọa nạt người Do thái, Diodotos thực sự không thành công, và đã phải để lại vùng đất này dưới sự cai trị của em trai Jonathan, Simon, với một ít sự ràng buộc và 100 talant.Cuối cùng năm 138 TCN, Diodotos bị tấn công và bị đánh bại ở Antioch bởi Antiochos VII của phe đối lập. Diodotos buộc phải tự tử sau thất bại này.